# Katastrofa lotu Korean Air 1533
Katastrofa lotu Korean Air 1533 – wydarzyła się 15 marca 1999. W jej wyniku McDonnell Douglas MD-83 należący do linii Korean Air rozbił się na lotnisku w Pohang. W wyniku katastrofy nikt nie zginął, rannych zostało 76 osób.

## Samolot
Maszyną obsługującą lot 1533 był McDonnell Douglas MD-83 (nr rej. HL7570) o numerze seryjnym 53485/2128. Samolot opuścił linię produkcyjną w styczniu 1996 roku.

## Przebieg lotu
Samolot wystartował o 10:55 z Seulu i odbywała rutynowy lot do Pohang. Pogoda na lotnisku docelowym była zła, padał deszcz i wiały silne wiatry ze zmiennych kierunków. Pierwsze podejście o 11:40 zostało przerwane. Podczas drugiej próby podejścia wiał wiatr z kierunku 330 stopni z prędkością 32 węzłów. Maszyna przyziemiła z za dużą prędkością około 460 metrów za progiem pasa. Załoga z nieznanych przyczyn wysunęła odwracacze ciągu dopiero 27 sekund po przyziemieniu, przez co samolot nie był w stanie zatrzymać się na pasie, po czym uderzył w anteny, płot i wał ziemny. W wypadku nikt nie zginął, ale rannych zostało 76 osób na pokładzie. 
Jak wykazało śledztwo, przyczyną wypadku było zbyt późne wysunięcie odwracaczy ciągu.